# Авиз
Авиз (фр. Avise) — коммуна в Италии, расположена в автономной области Валле-д’Аоста.
Население составляет 316 человек (2008 г.), плотность населения составляет 6 чел./км². Коммуна занимает площадь 52,47 км². Почтовый индекс — 11010. Телефонный код — 0165.
Покровителем коммуны почитается святой Брикций Турский, празднование 13 ноября.

## Демография
Динамика населения: